# Michael Steger
Michael Mateus Steger, född 27 maj 1980, är en amerikansk skådespelare, han är bland annat med i 90210.